# Äng

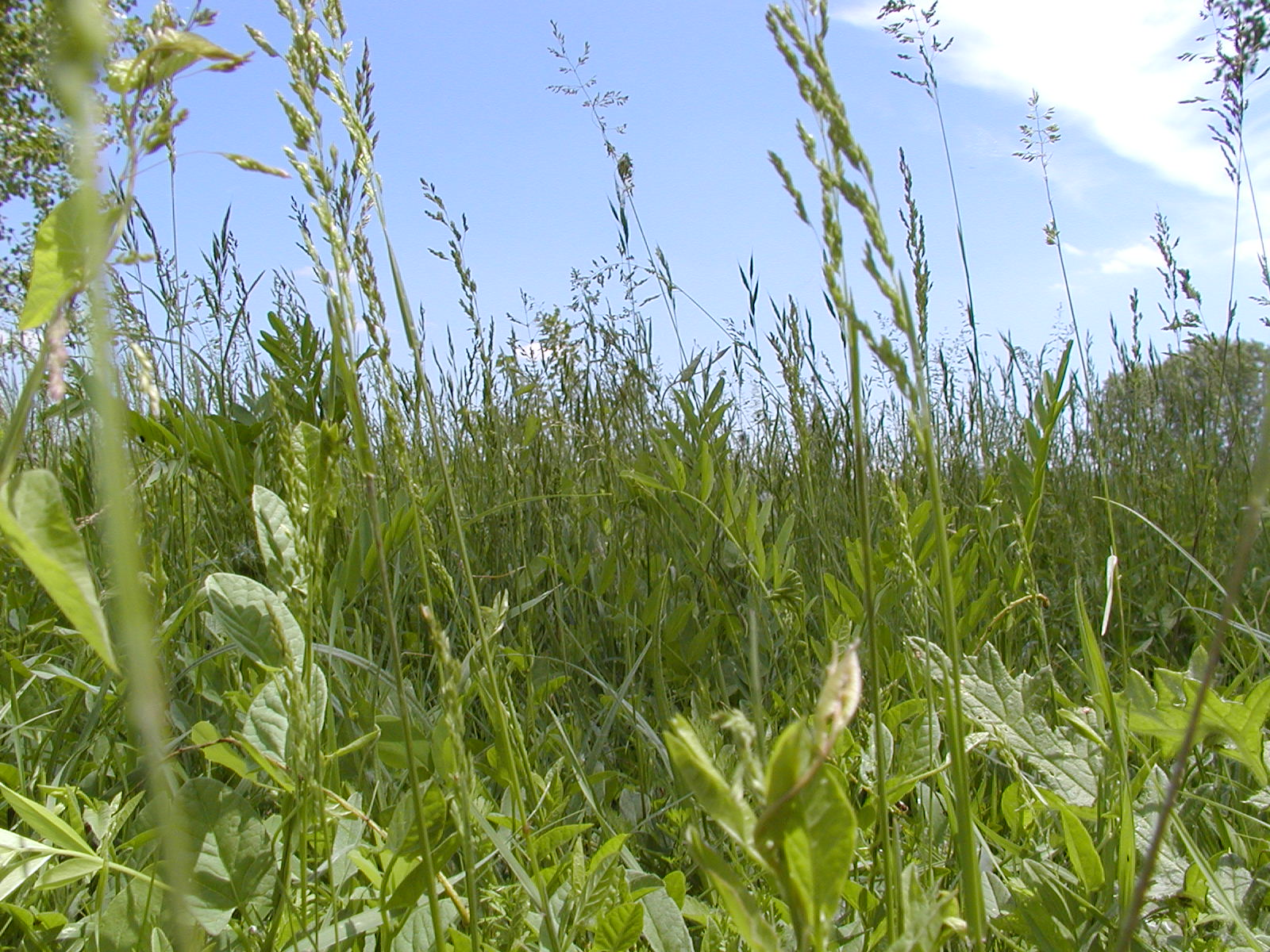
En äng i Italien.

En äng är ett öppet fält vars vegetation huvudsakligen består av stråväxter, främst gräs, samt örter. En äng kan vara mycket artrik både när det gäller växter och smådjur. Den är inte torvbildande.

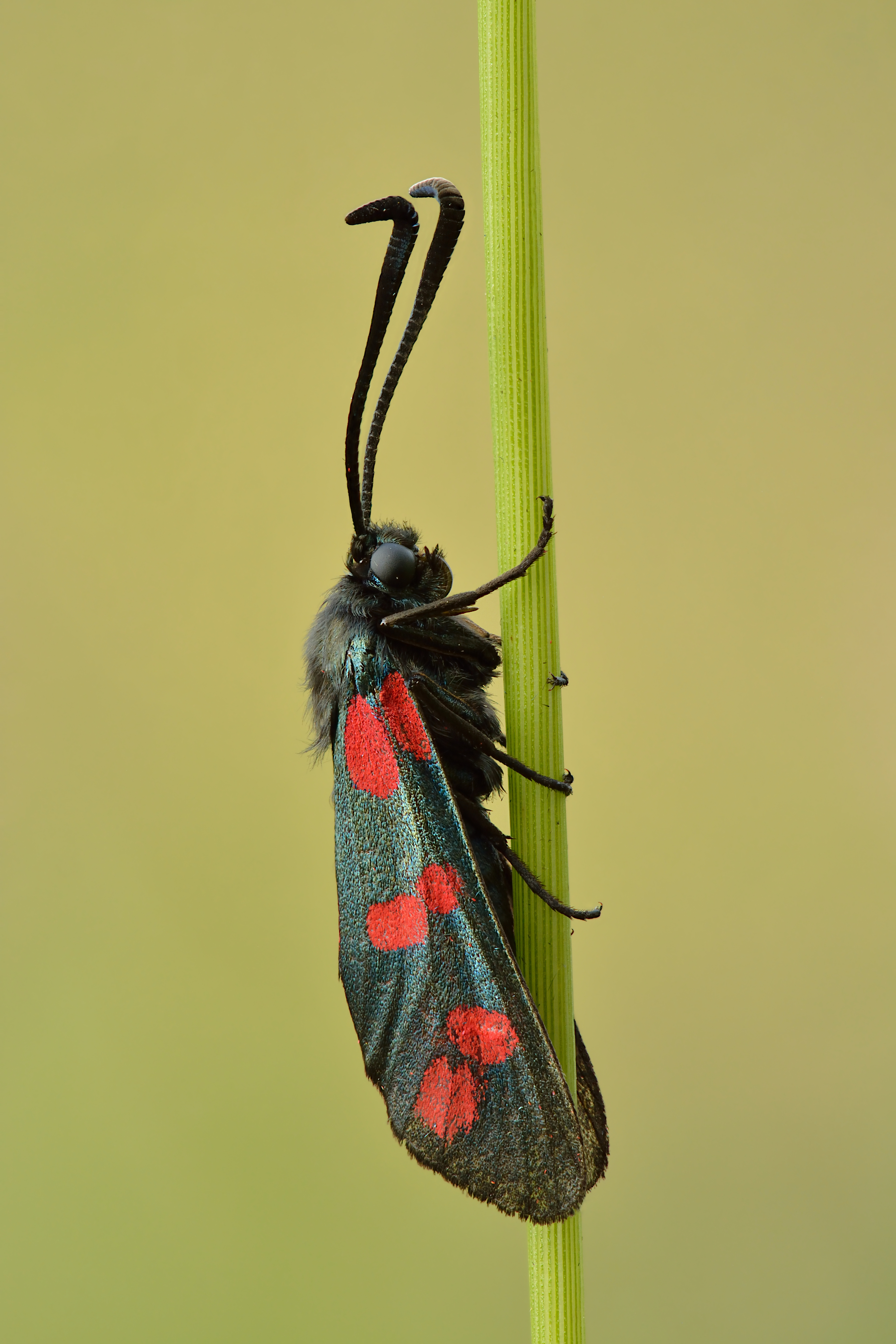
Sexfläckig bastardsvärmare är en typ av fjäril som behöver ängar för sin överlevnad.

## Beskrivning
Ordet äng används i modern tid ofta om alla öppna gräsmarker som inte är åker eller gräsmatta. Det syftade dock ursprungligen specifikt på slåttermarker, det vill säga ett funktionellt ägoslag där vegetationen av gräs och örter skördades som vinterfoder till djur.
Ängar som inte gödslats, men haft en lång kontinuitet av slåtter med skörd och efterbete, kan få en mycket artrik flora och fauna. Detta är också den naturtyp i Sverige där det går att hitta flest arter, upp emot 50 olika arter per kvadratmeter. Eftersom ängsmarken är en av de naturtyper som minskat allra mest de senaste hundra åren finns också en stor mängd rödlistade arter av främst kärlväxter och insekter som fjärilar och steklar knutna till de återstående ängsmarkerna. De flesta av dessa arter finns dock även på ogödslade naturbetesmarker.
Begreppet äng används även för att inom växtekologin beteckna öppna gräs- eller örtdominerade vegetationstyper oberoende av markanvändning. Man skiljer då efter fuktighetsgraden på till exempel torräng, friskäng och fuktäng, som vidare kan delas upp efter dominerande arter/artgrupper, till exempel rödvensfriskäng eller stäppartad torräng. Inom samma vetenskap förekommer förledet äng- för att beteckna skogstyper där fältskiktet präglas av högre markpH och mineralnäringstillgång, som exempelvis ängsgranskog eller ängsekskog.

## Slåtteräng

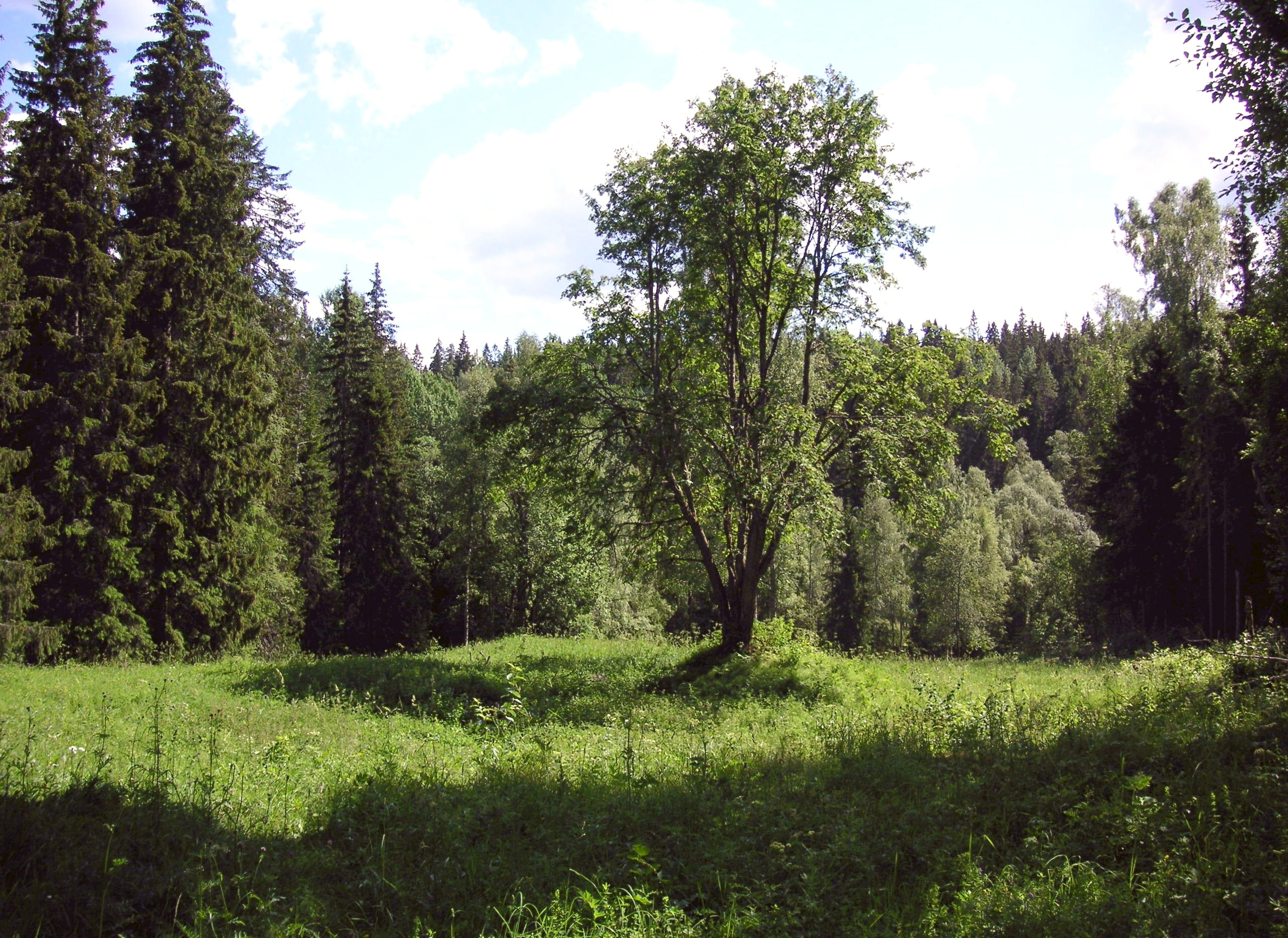
En slåtteräng i Jätturns naturreservat.

Enligt länsstyrelsen i Stockholms län definieras en slåtteräng som ett jordbruksskifte som inte är åkermark och som på eftersommaren används till slåtter eller till slåtter kompletterat med efterbete eller lövtäkt. Slåtterängen ska vara bevuxen med gräs eller örter som är dugligt som foder. Ängar kan finnas på helt olika typer av marker och under helt olika förutsättningar, men den gemensamma nämnaren är hävden.

### Historia
I det äldre svenska lantbruket skilde man mellan utmark som betades av boskap och inäga som skyddades mot djurens bete och där huvuddelen av alla åkrar och slåtterängar fanns.

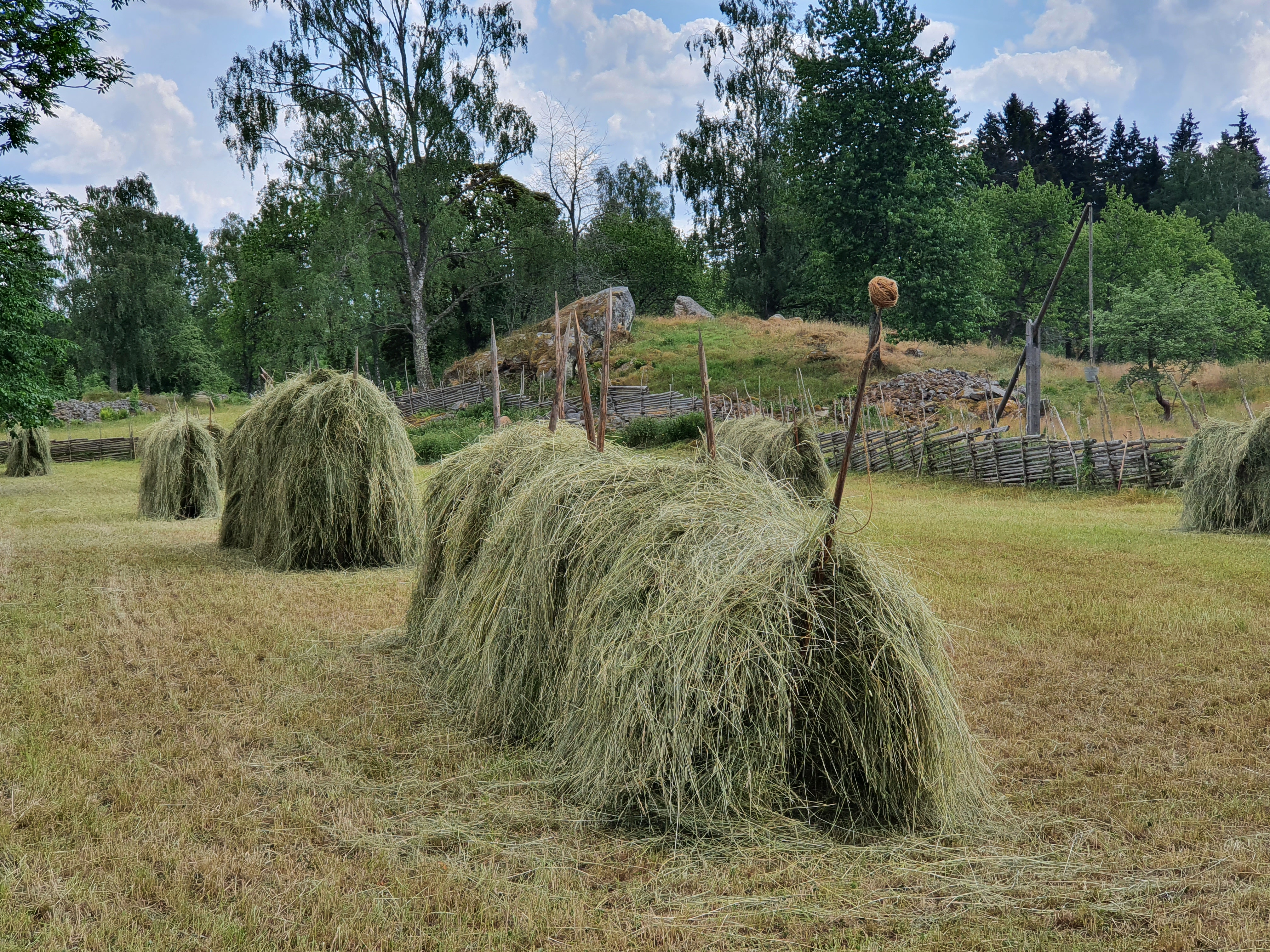
Hässjor

Man skilde förr på hårdvallsäng på fast mark och sidvallsäng på fuktig eller tidvis översvämmad mark. Hårdvallsängen – huvudsakligen på inägorna – gav smakligt och näringsrikt hö med mängder av olika gräs och örter, medan sidvallsängen – i vissa delar av landet kallad madäng, raning eller våtmarksäng – kunde ge riklig skörd, men av det mindre näringsrika starrgräset.
Ängarna gödslades inte eftersom mängden gödsel från gårdens djur behövdes till åkrarna. Enligt ett gammalt uttryck är ”äng åkers moder”, vilket syftar på att hö från ängen höll djuren vid liv under vintern och gjorde det möjligt att ta till vara gödsel från djuren som sedan kunde spridas på åkrarna. Eftersom ängarna inte gödslades tenderade de med tiden att utarmas på näring. Ett sätt att motverka detta var att öka antalet träd i ängen, som därmed förvandlades till löväng. Den försämrade tillväxten av gräs och örter kunde därmed till viss del kompenseras med lövtäkt genom att träden hamlades. När äldre träd i ängen fälldes frigjordes gödsling till gräs och örter, främst i form av kväve från det ruttnande rotsystemet. De hävdade ängar som idag finns kvar är därför ofta rikligt trädbevuxna medan ängar i äldre tid hade lägre trädfrekvens och ofta helt saknade träd.
Ängsmarkerna brukades gemensamt och man lät då ängen växa fram till slåttern, som oftast genomfördes inom perioden 15 juli till 15 augusti, olika för olika ängar och olika landsändar. Vid denna slog man av gräset och samlade ihop det för att torka på hässja eller motsvarande arrangemang. Därefter lät man kreatur beta på ängen, så kallat efterbete. Det ökade användandet av konstgödsel som möjliggjorde större åkerarealer och vallodling av vinterfoder på åkermarken, medförde minskad betydelse av ängarna, som därför överfördes till åker, skog eller betesmark. Idag finns mycket få slåtterängar kvar och ofta fortsätter de främst hävdas av naturvårdsskäl.

## Biologisk mångfald

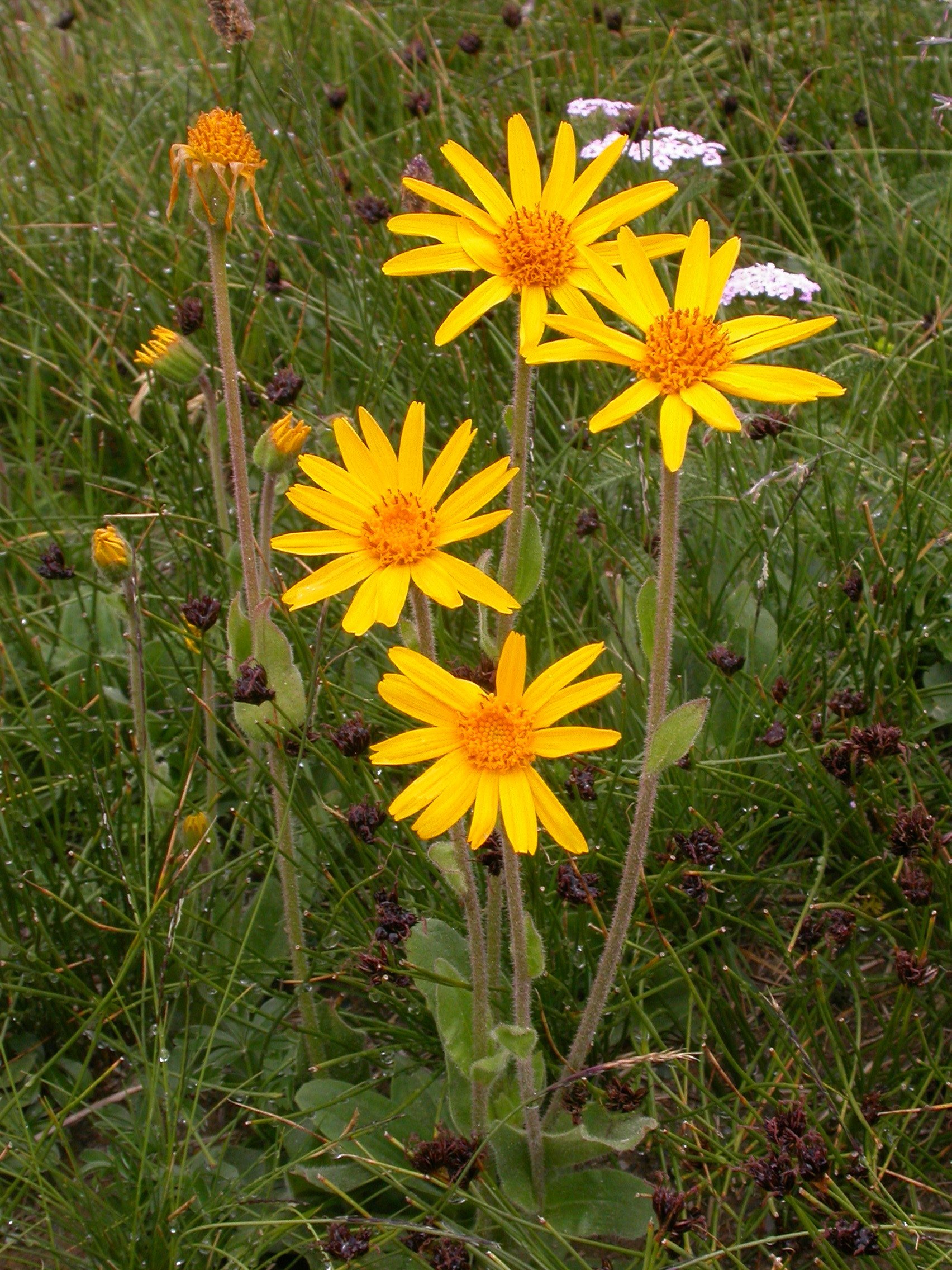
Slåttergubbe är värdväxt för malen Digitivalva arnicella som bara lever på slåttergubbe.

Ängen är en mycket speciell miljö eftersom den oftast är näringsfattig och dessutom ”störs” regelbundet i och med slåttern. Detta har bidragit till att många arter trivs i och är beroende av ängar.
Det som kännetecknar växter som trivs i slåtterängar är dels att de är bra på att hushålla med näring och energi, dels att de klarar störningar som bete och slåtter. Exempelvis är ängsväxter ofta lågvuxna eller har en stor del av bladmassan nära marken så att de till stor del kommer undan när marken slås eller djur betar den. Bristen på näring och att växtligheten regelbundet störs av bete eller slåtter gör alltså ängen artrik. Störningen behöver dock vara på en lagom nivå; i exempelvis en kortklippt gräsmatta är det få arter som klarar sig.

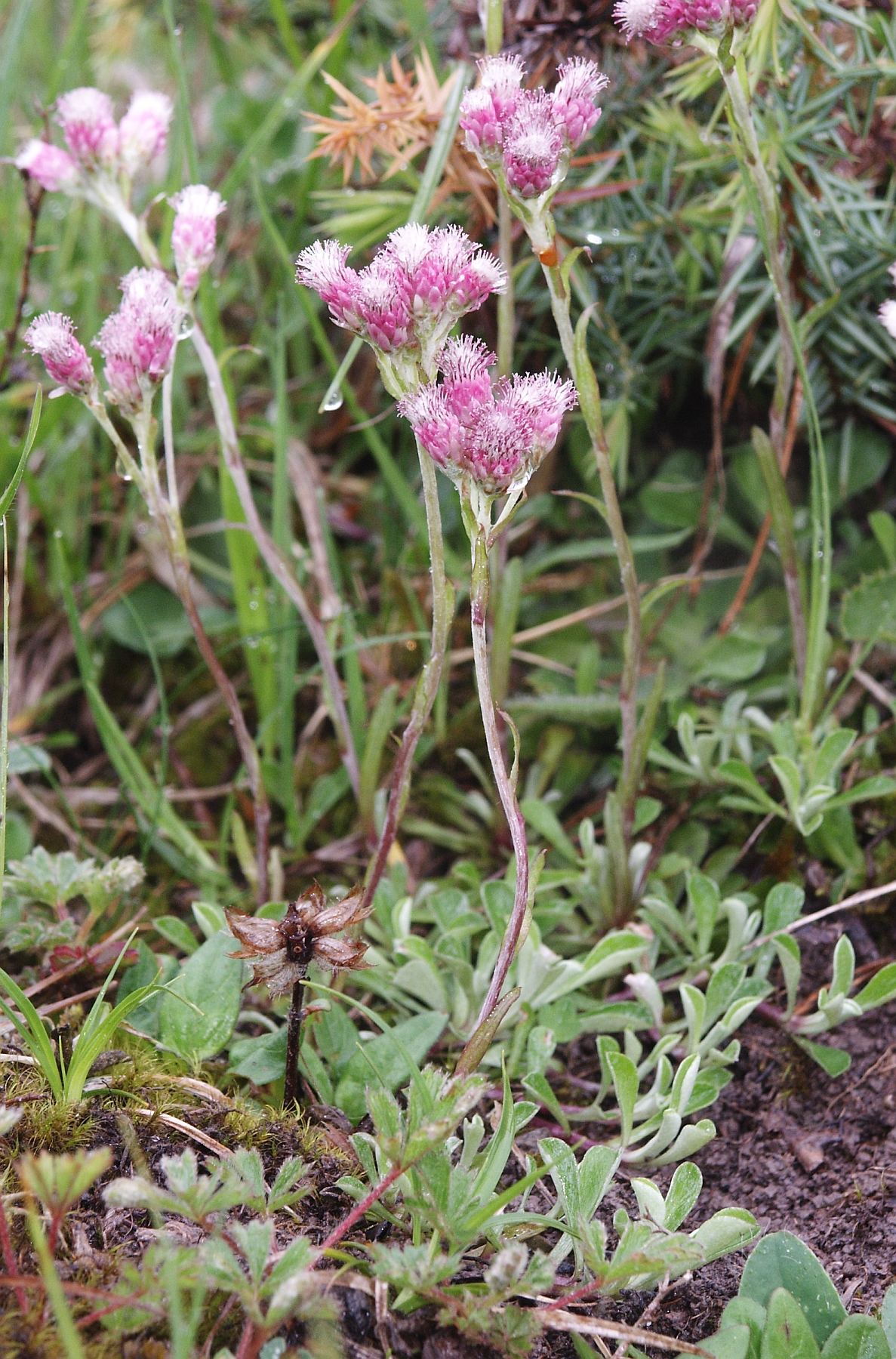
Kattfot har en bladrosett tryckt mot marken som undkommer slåtter.

Växterna i en äng behöver mycket ljus och det innebär att de lätt blir undanträngda av växter som växer snabbt och skuggar de långsammare växterna. Men sådana snabba och konkurrensstarka växter klarar sig ofta sämre på näringsfattiga marker och klarar också sämre att betas eller slås regelbundet. Detta gör att välskötta ängsmarker sällan domineras av enstaka växter som älggräs och hundkäx som annars lätt tar över. Istället finns en möjlighet för många arter att samexistera och konkurrera utan att slå ut varandra. Den här låga konkurrensen är kännetecknande för ängar och gör att många arter som inte är anpassade till att klara en hög konkurrens trivs just här. I en äng hamnar inte små och långsamma arter efter tack vare att också alla andra växter hålls nere av slåttern. En äng som fortsätter att skötas tenderar att bli mer och mer artrik eftersom allt fler arter vandrar in med tiden.
Många av växterna som trivs i ängar finns också i betesmarker, och betesmarker kan vara lika artrika som ängsmarker. En del växter gynnas dock mer av slåtter än av bete. Det gäller exempelvis arter som har stora bladrosetter vid marken och som kan missgynnas om djur trampar sönder bladen (exempelvis slåttergubbe, klasefibbla, slåtterfibbla och ängsvädd), men också de kan klara sig i betesmarker om de växer där inte djuren trampar som mest. Ett annat exempel är växter som gynnas av att få växa ostört i början av sommaren innan de betas eller slås, vilket kan gälla växter som behöver samla tillräckligt med energi innan slåttern (så som svinrot) samt ettåriga växter som behöver hinna bilda frön för att komma tillbaka kommande år (så som arter i ögontröstsläktet och skallror). Sådana växter är känsliga för att hävden upphör eftersom möjligheten för fröna att kunna gro snabbt försämras.
Det finns även växter som gynnas av slåtter indirekt genom att de behöver den öppna marken och ljuset, men som inte klarar av att slås eller betas. Detta gäller exempelvis stor blåklocka, nässelklocka, skogsklocka, blodnäva och backsmörblomma som ofta växer i så kallade slåtterrefuger där det av olika anledningar inte slås, som exempelvis nära buskar och stenar, eller i gamla slåtterängar som hålls öppna av bete.
Det blommar ofta som mest det första året efter att slåttern upphört eftersom växterna helt enkelt inte slås av – vilket också kan gynna många insekter. Detta stör dock jämvikten i ängen och på sikt tar konkurrensstarka växter över. Om marken läggs om till betesmark kan dock många växter hålla sig kvar och detta blir ofta de mest artrika hagmarkerna.

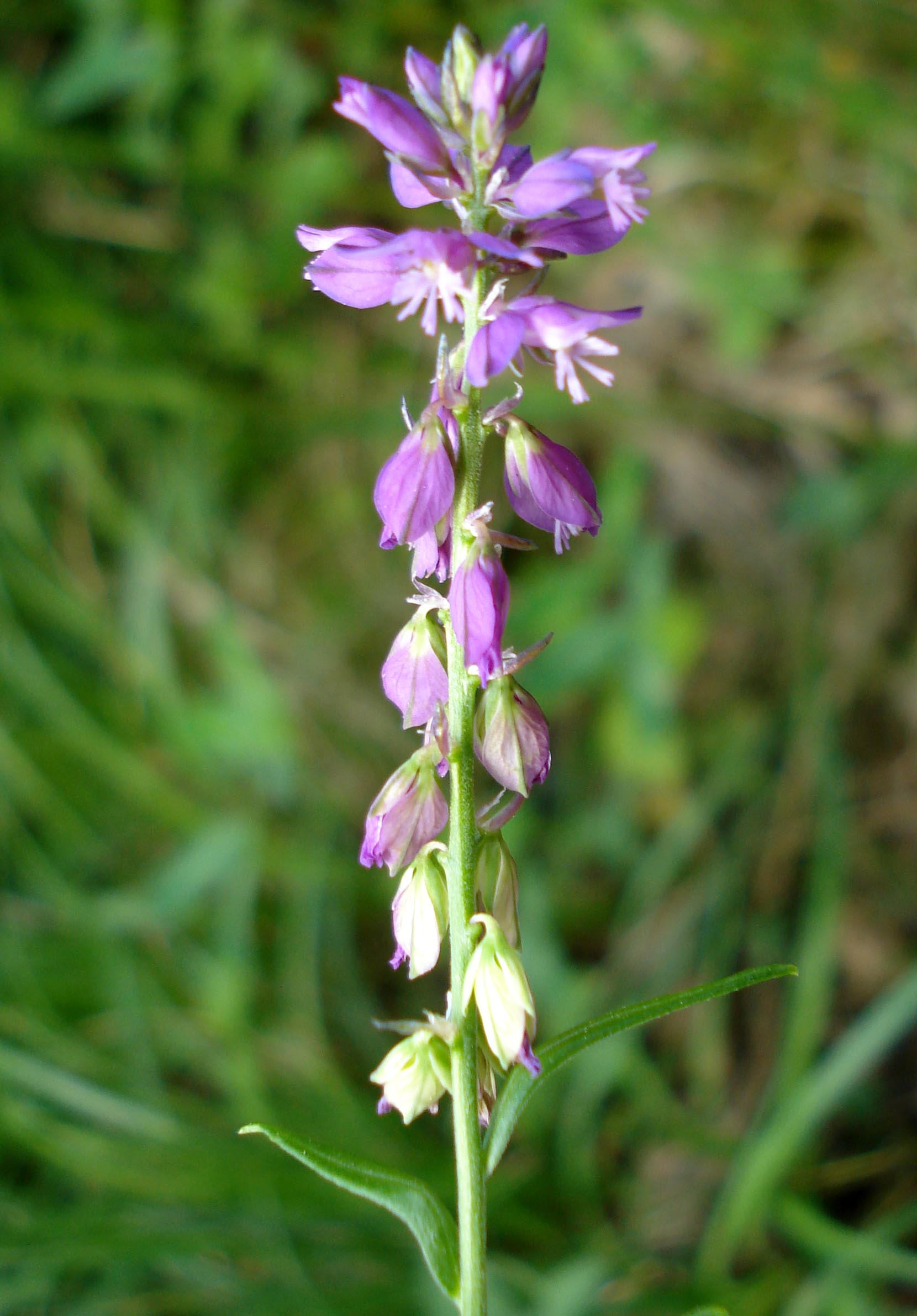
Rosettjungfrulin är en av växterna med en bladrosett nära marken som klarar sig undan bete och slåtter.
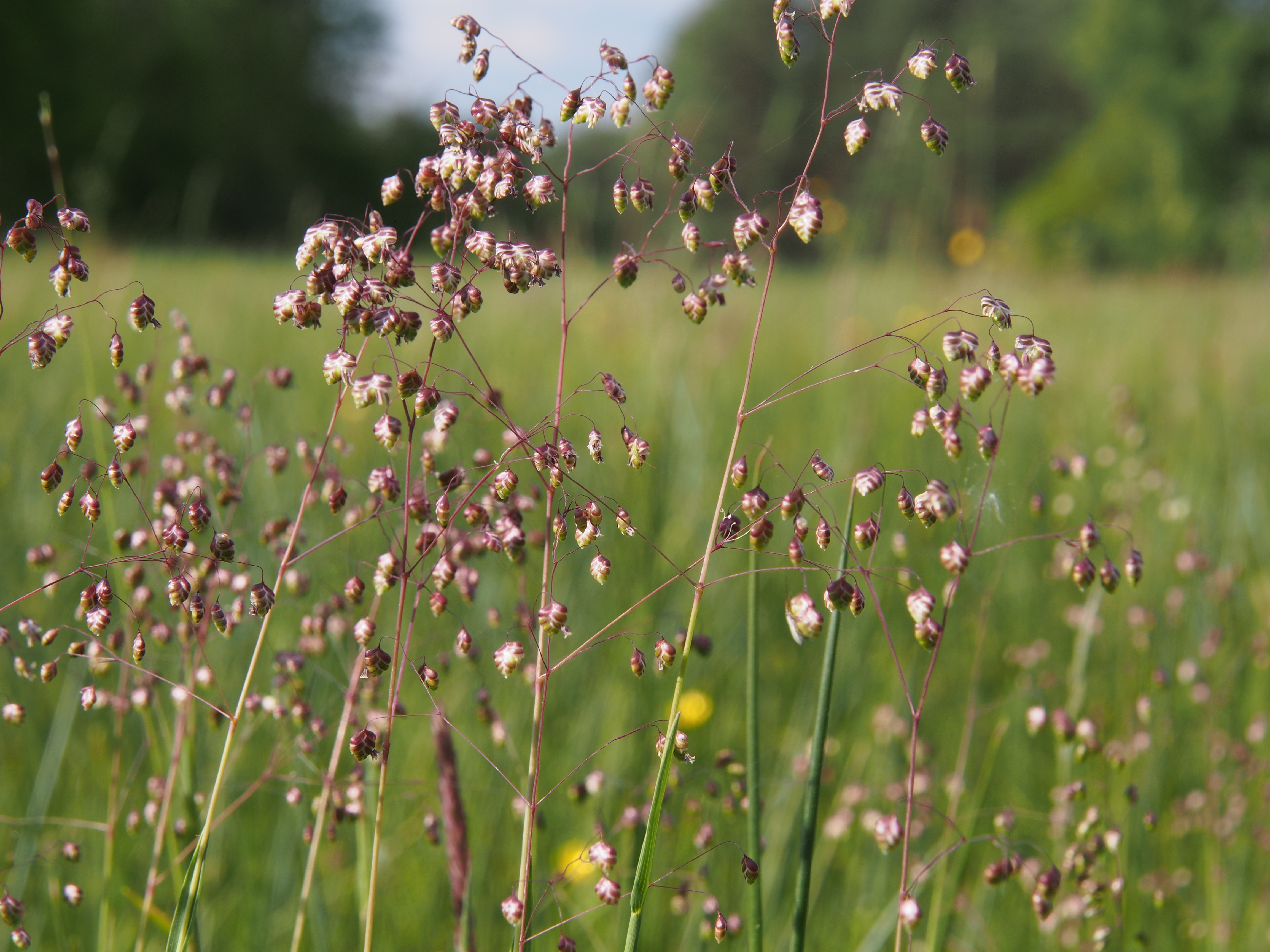
Darrgräs är en art som gynnas av den låga konkurrensen men också växer i andra miljöer än ängar.
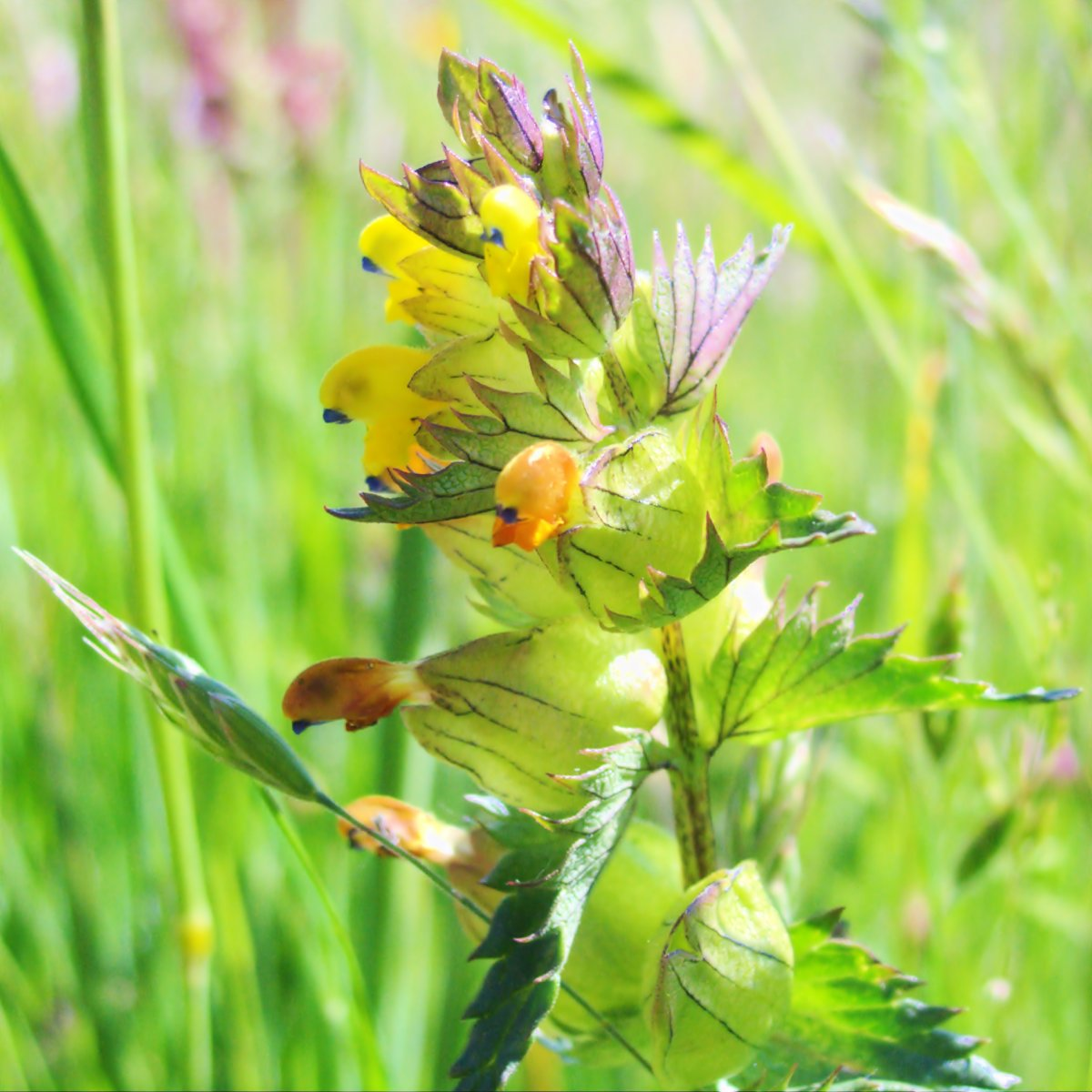
Ängsskallra parasiterar delvis på gräs och kan minska gräsväxten i ängar, vilket kunde orsaka en minskad höskörd.
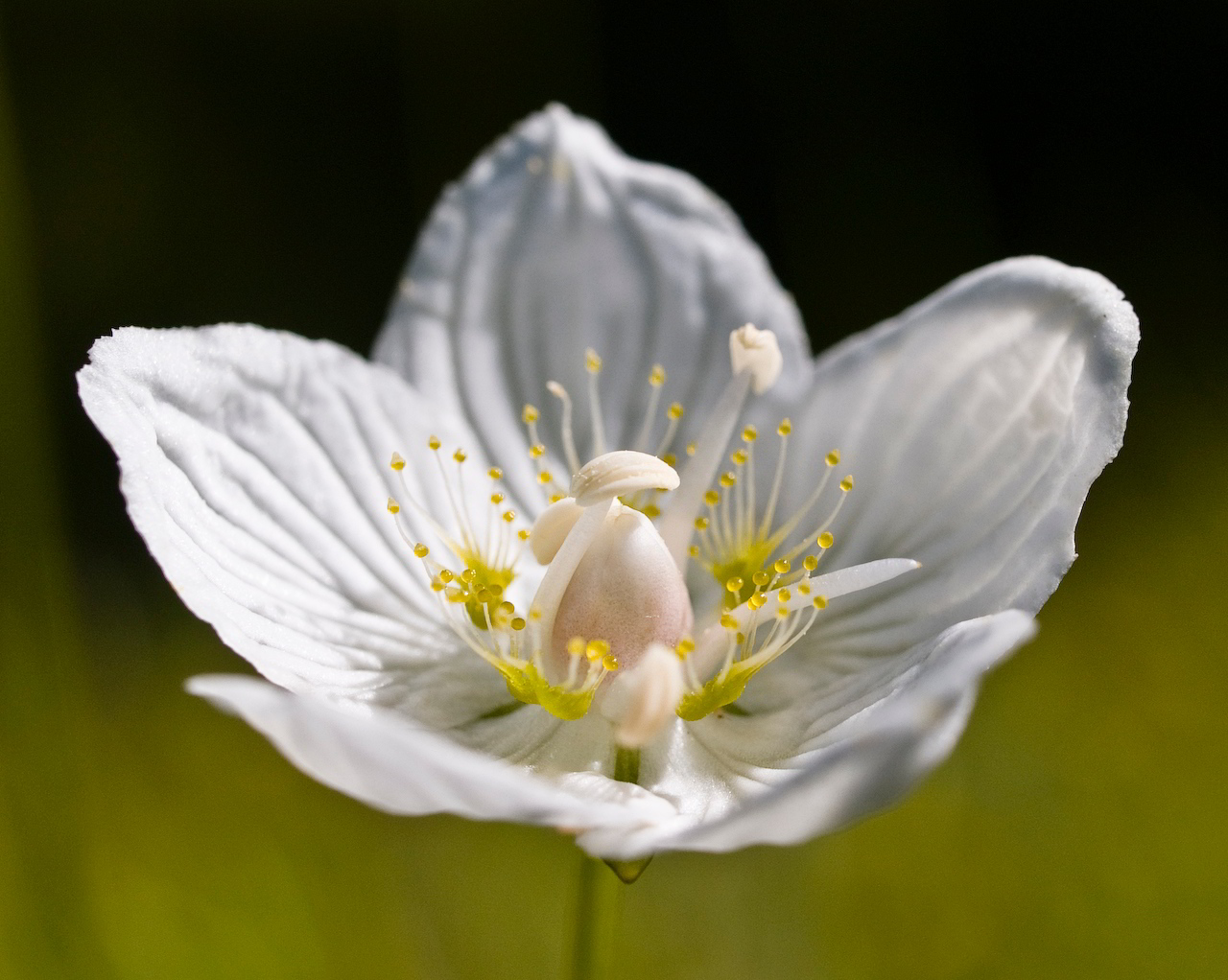
Slåtterblomma blommar tidigt och gynnas inte av tidigt bete eller slåtter.
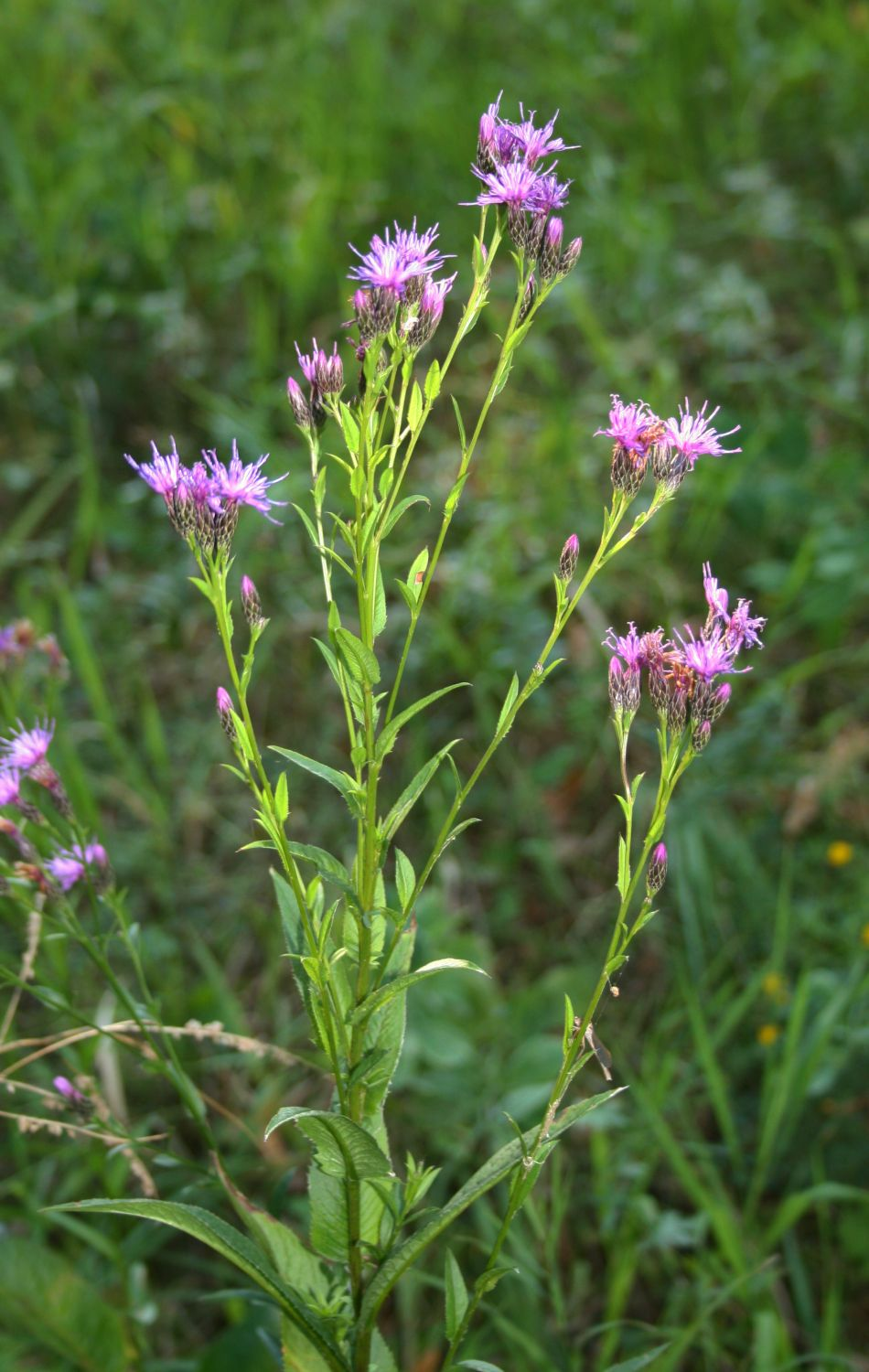
Ängsskära blommar först sent på sommaren.
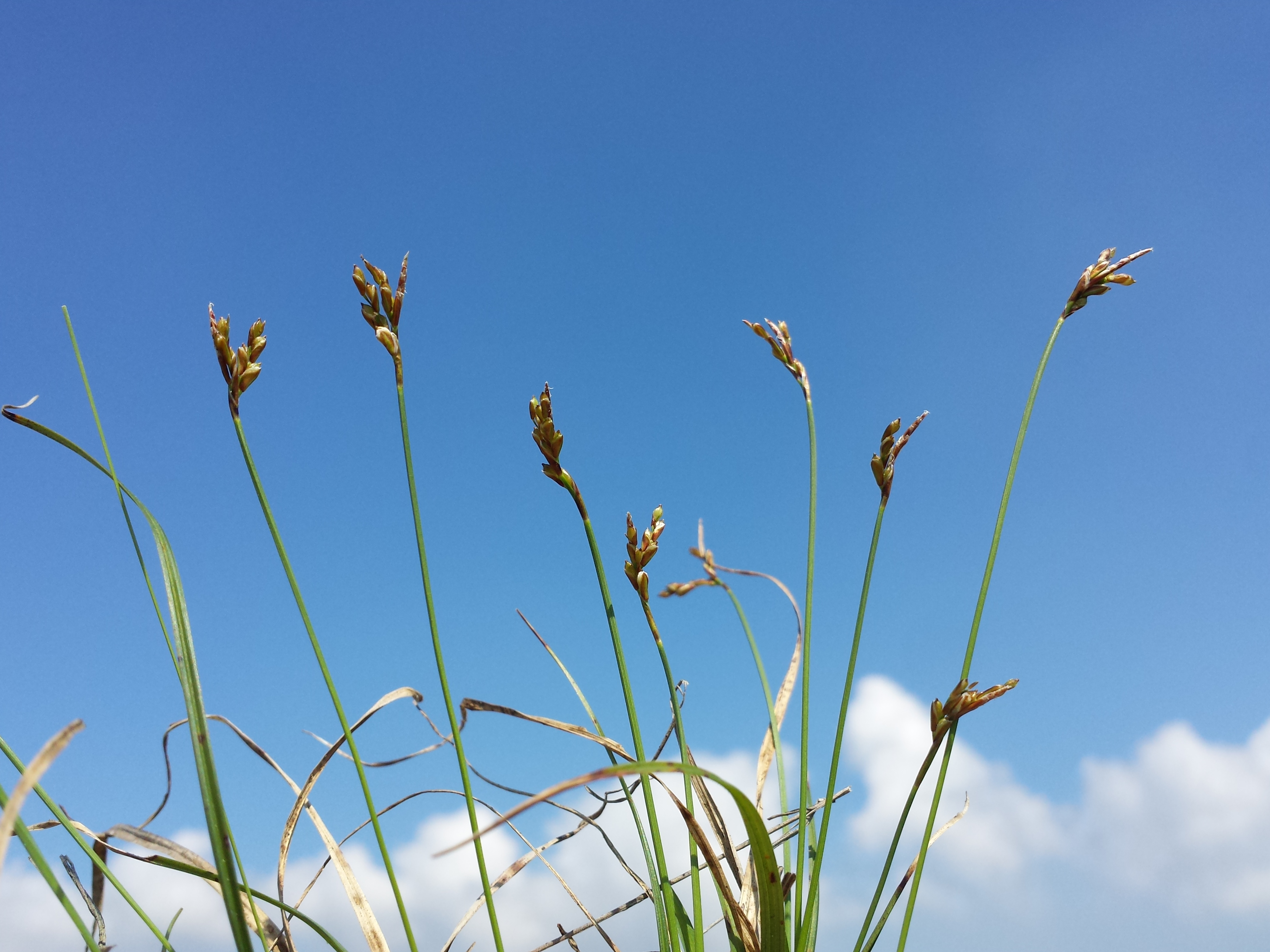
Fågelstarr är en lågväxande och numera sällsynt ängsväxt.
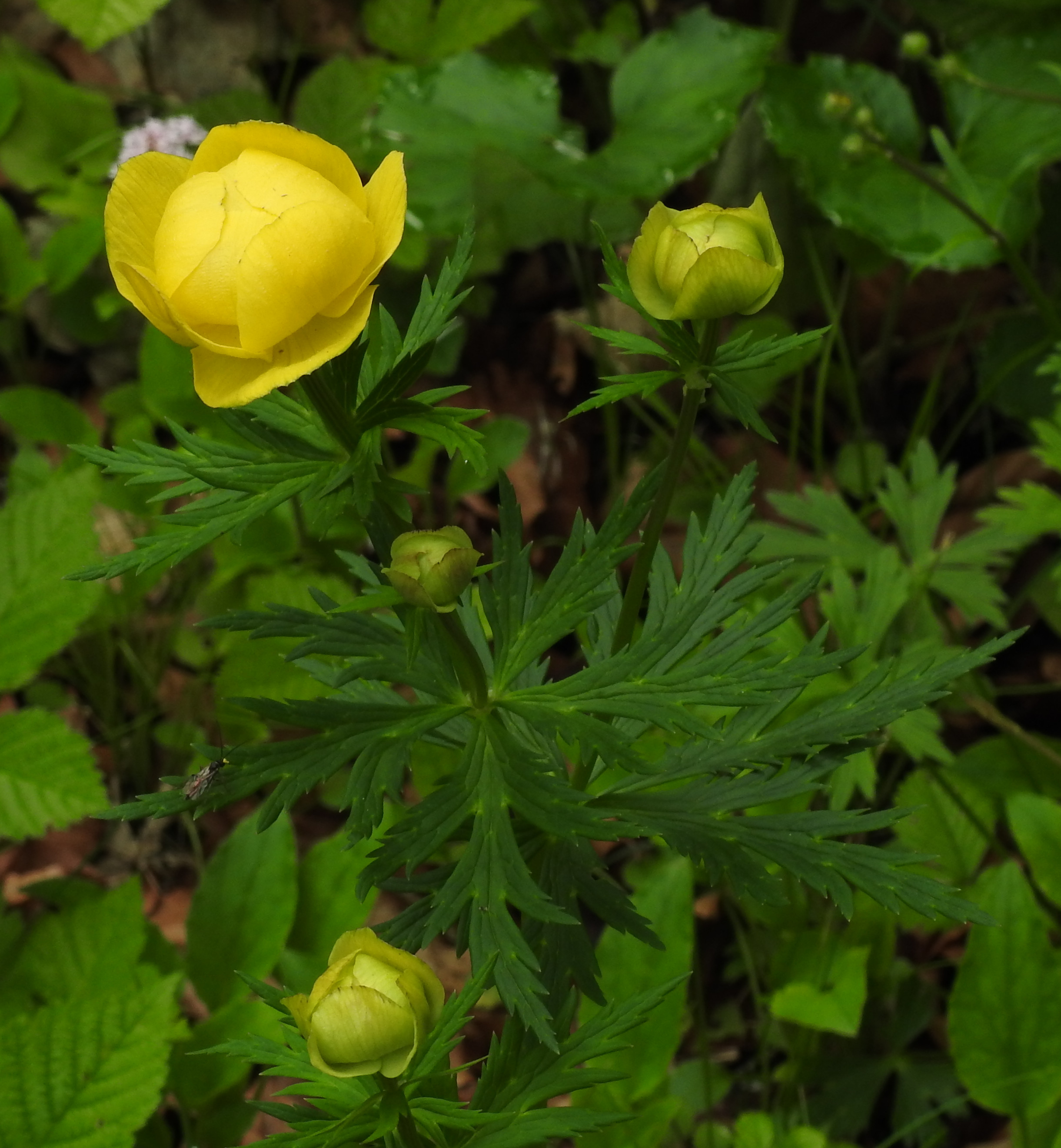
Smörboll kan hålla sig kvar några år efter att hävden upphört.

### Kryp och svampar
Den biologiska mångfalden i ängar omfattar många andra organismer än växter. Det finns exempelvis fjärilslarver som är helt knutna till specifika ängsväxter, som gullvivefjärilen eller larver till dårgräsfjärilen som lever på lundstarr. Ängsvädd och ängsskära lockar många fjärilar och exempelvis stor blåklocka har tre olika vivlar knutna till sig som har specialiserat sig på att äta blommans frö, vilket gör det viktigt att fröna hinner utvecklas innan slåtter eller bete. Bastardsvärmare är en annan insektsgrupp som påverkas negativt när ängar slutar hävdas och växer igen, men även när marker slås eller betas vid "fel" tidpunkt. En viktig funktion med dagens ängar är också att mer generellt gynna pollinerande insekter genom att erbjuda en mångfald av blommande växter.
Dessutom finns många svampar som gynnas av näringsfattiga och öppna ängar (liksom av betesmark), exempelvis arter av vaxskivlingar, jordtungor, rödskivlingar och fingersvampar. Många av dessa är hotade.

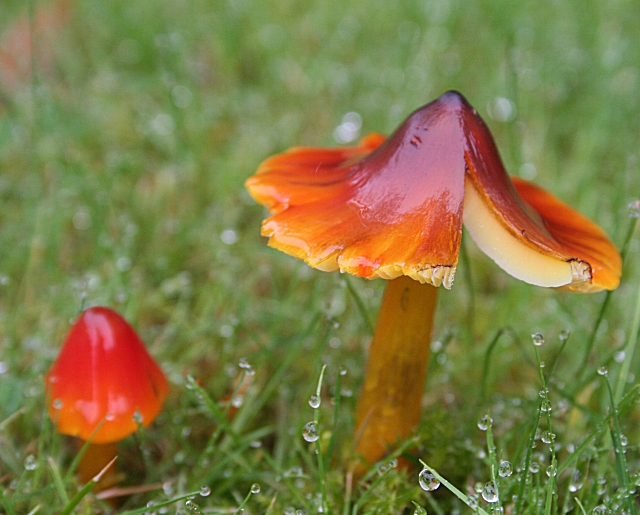
Toppvaxing
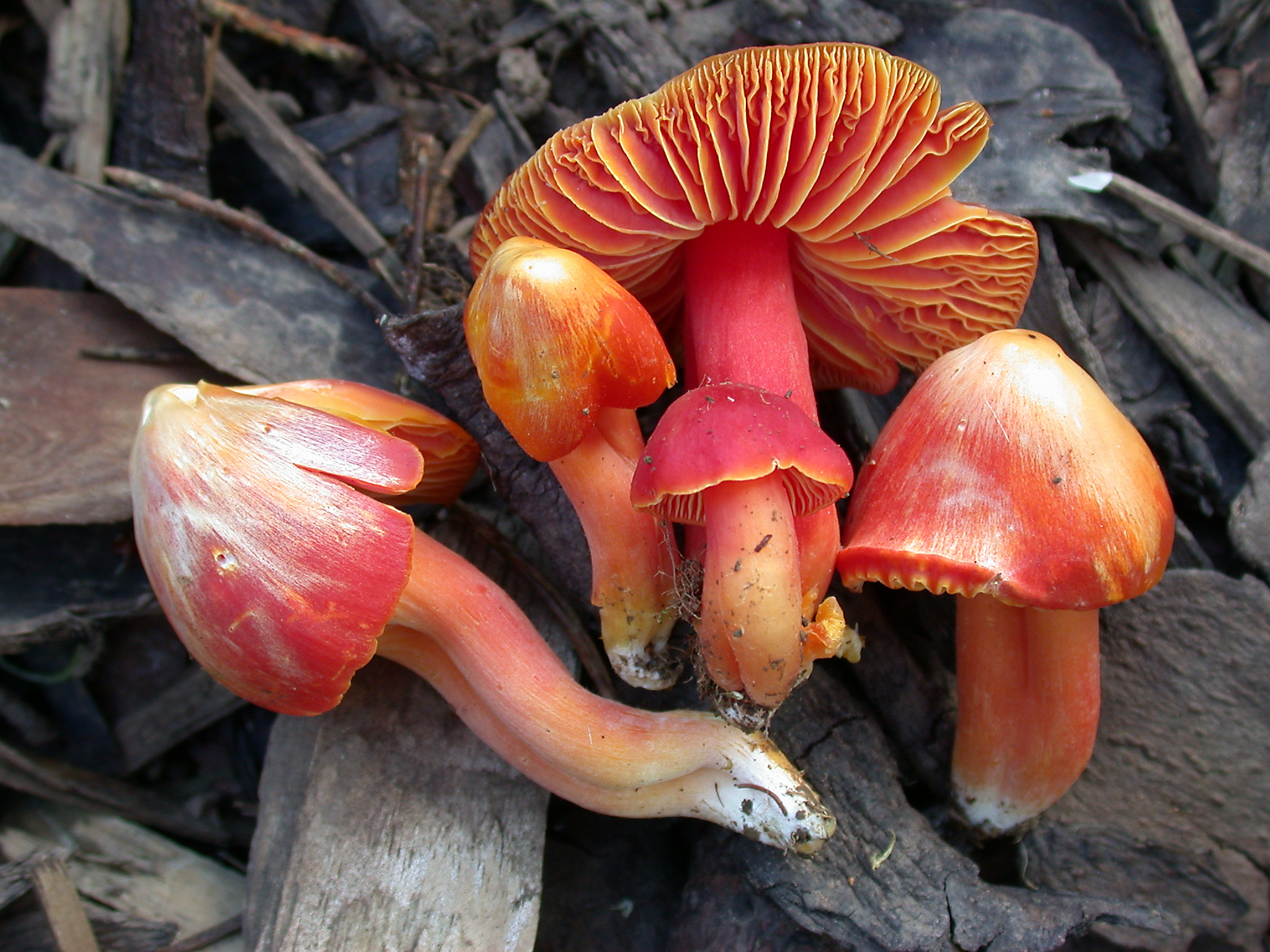
Praktvaxskivling
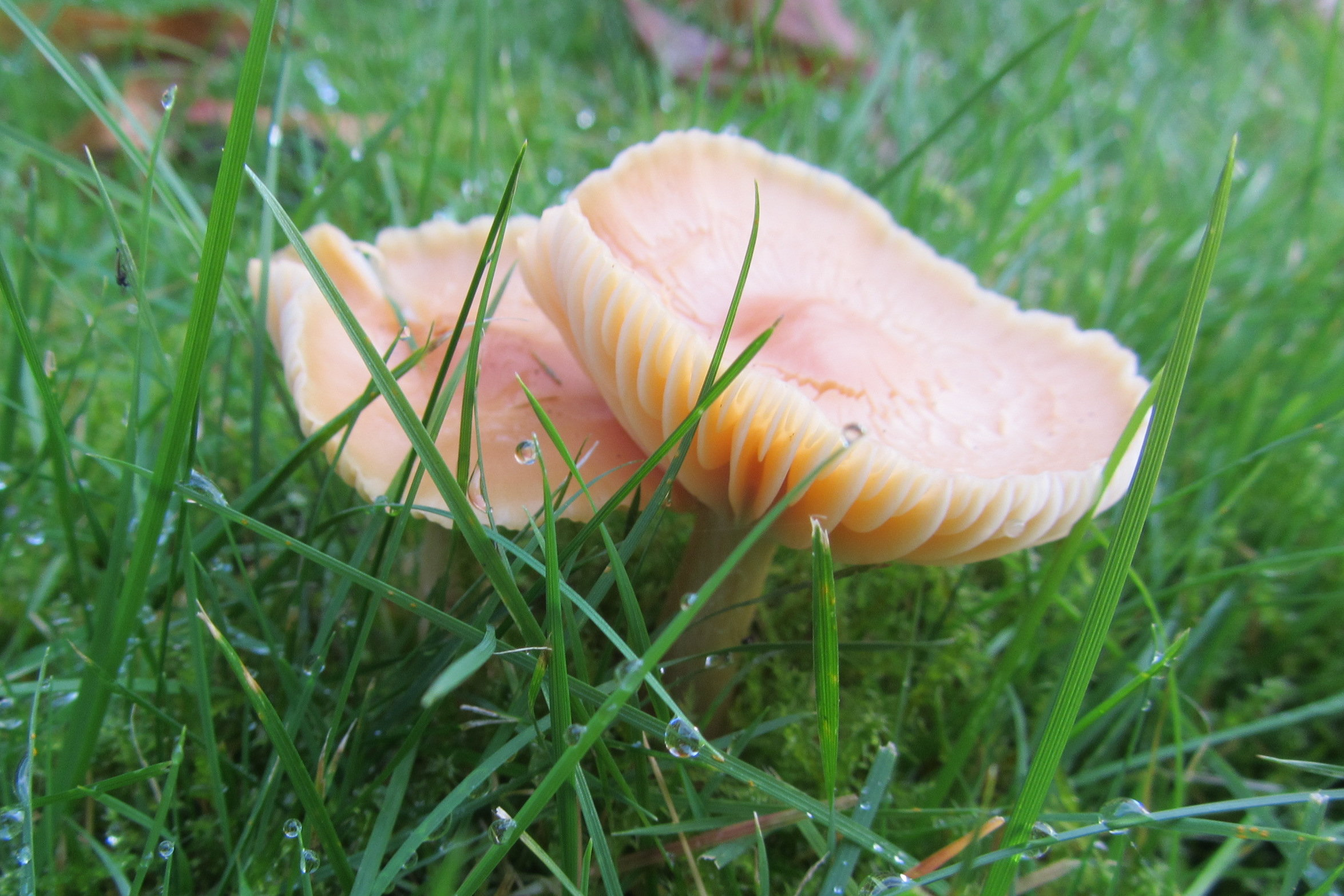
Ängsvaxskivling
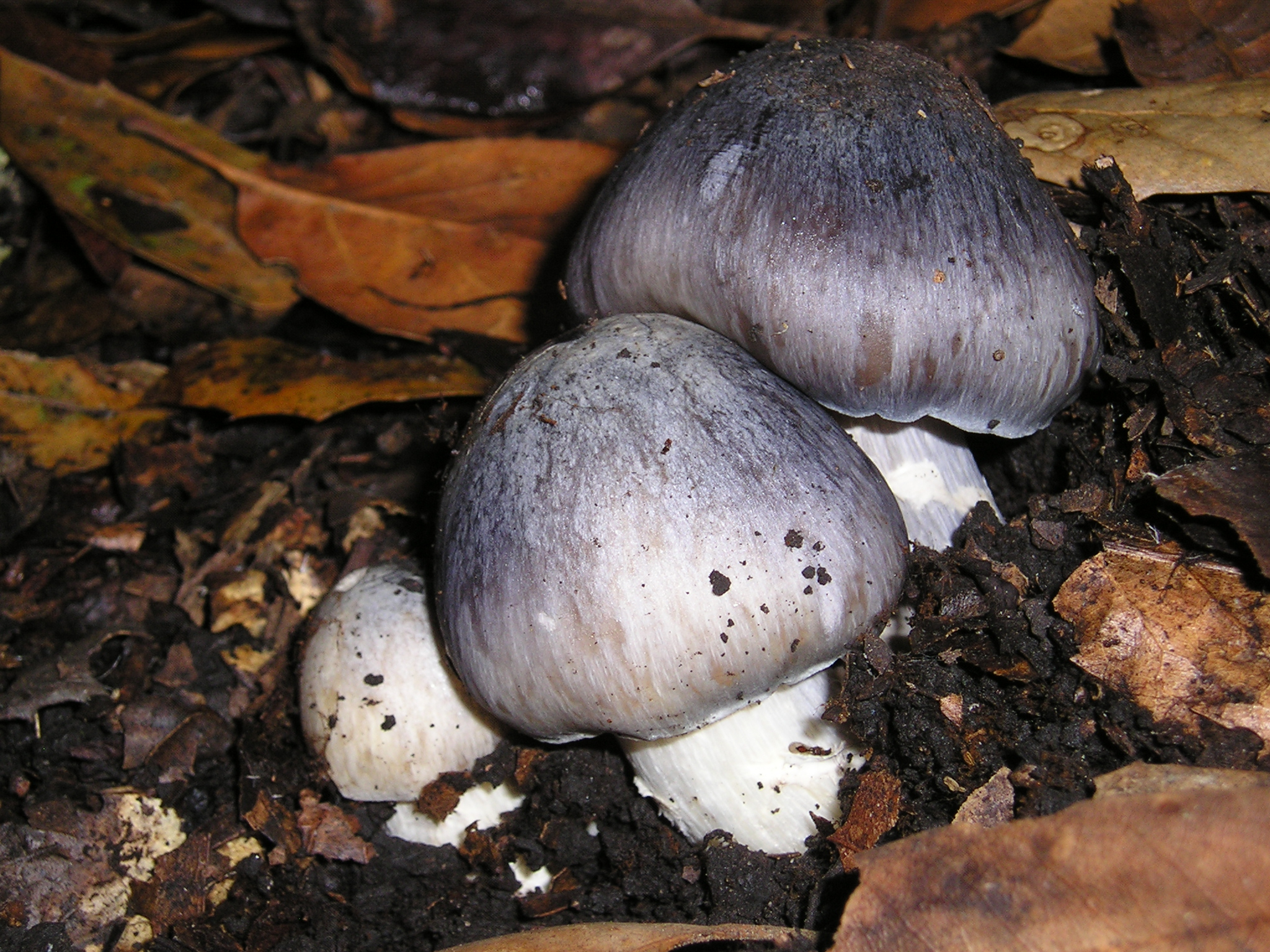
Blårödling, en av rödskivlingarna.
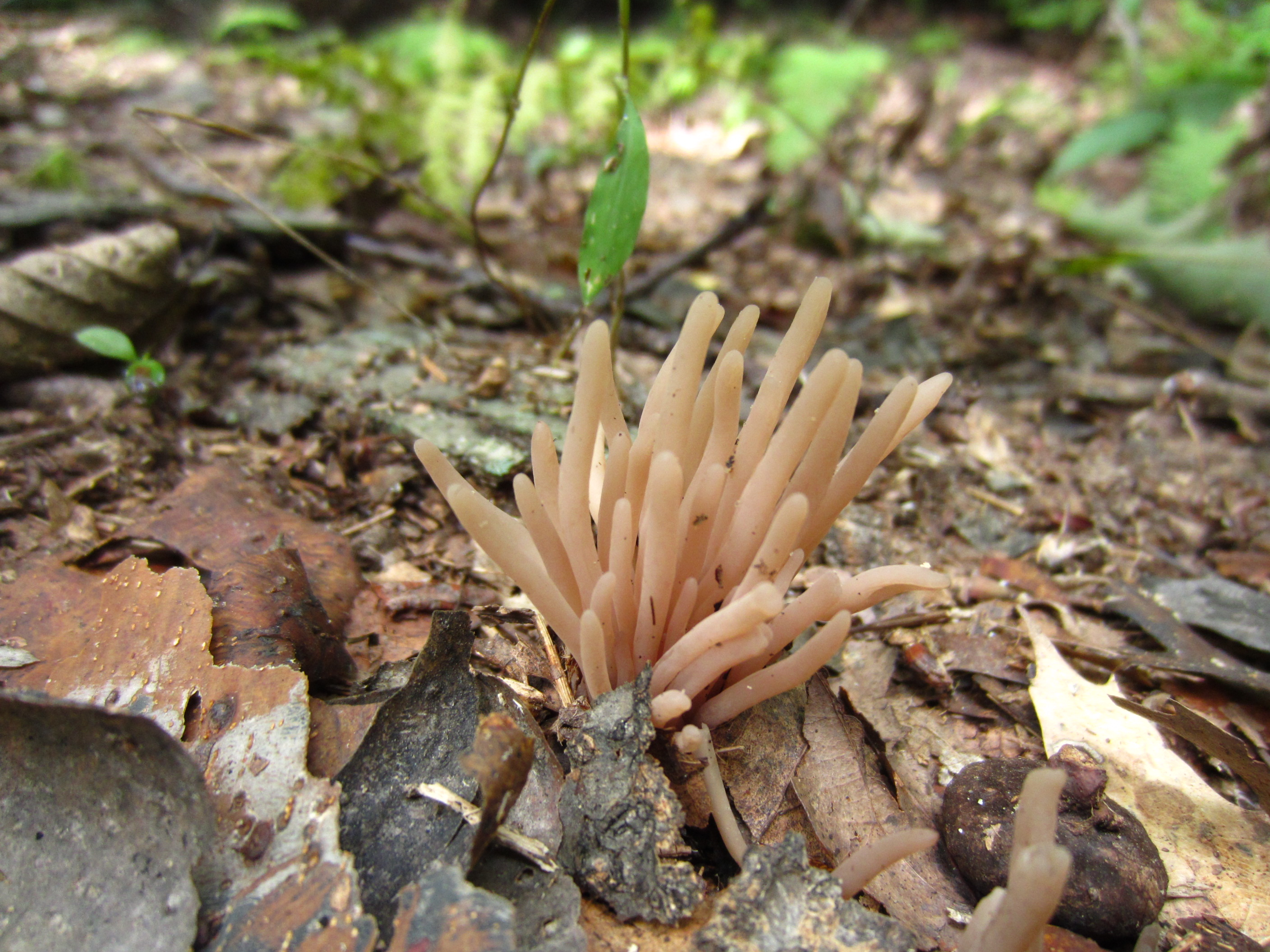
Rökfingersvamp
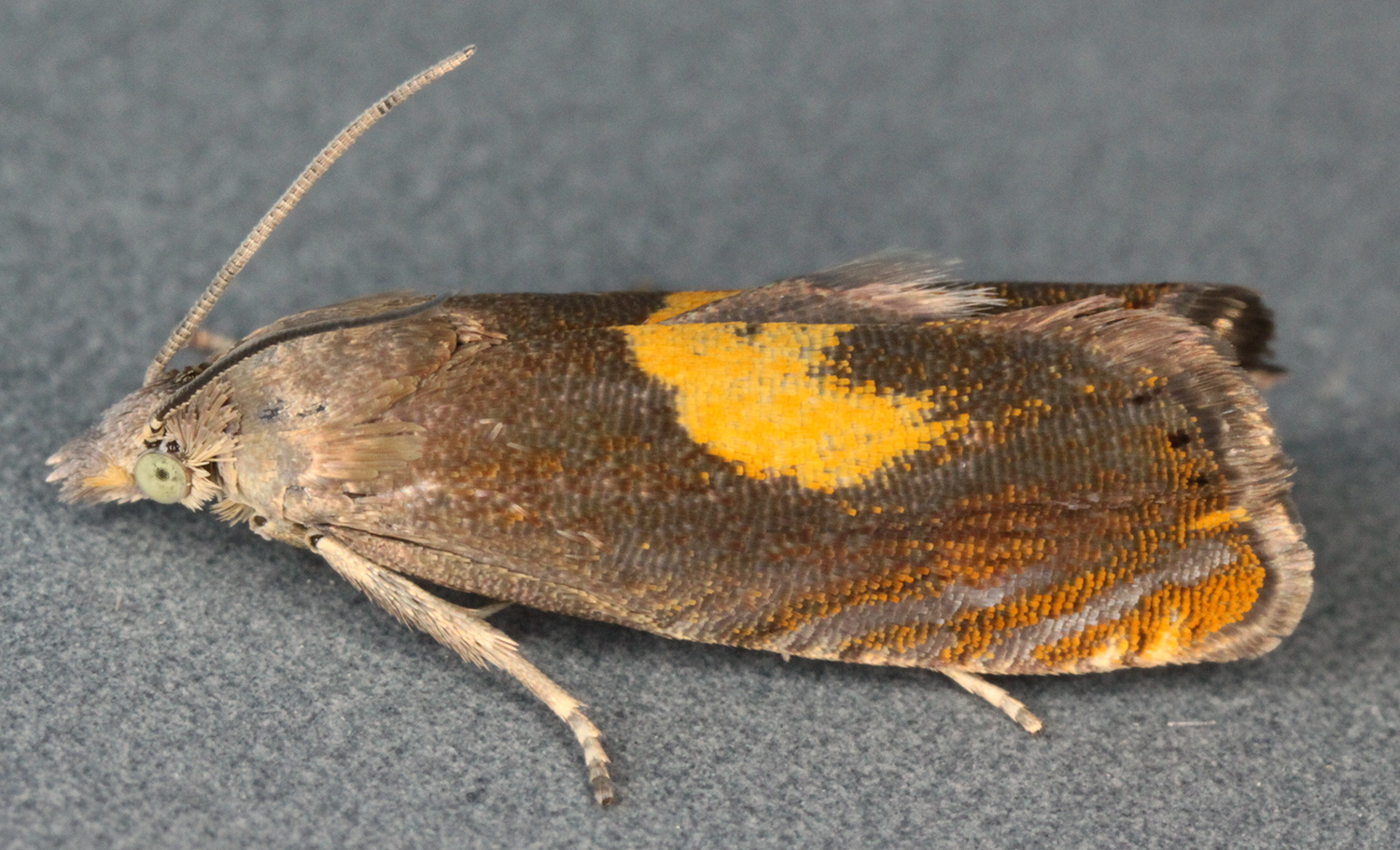
Larven till vecklaren Dichrorampha alpina lever i roten på prästkrage.
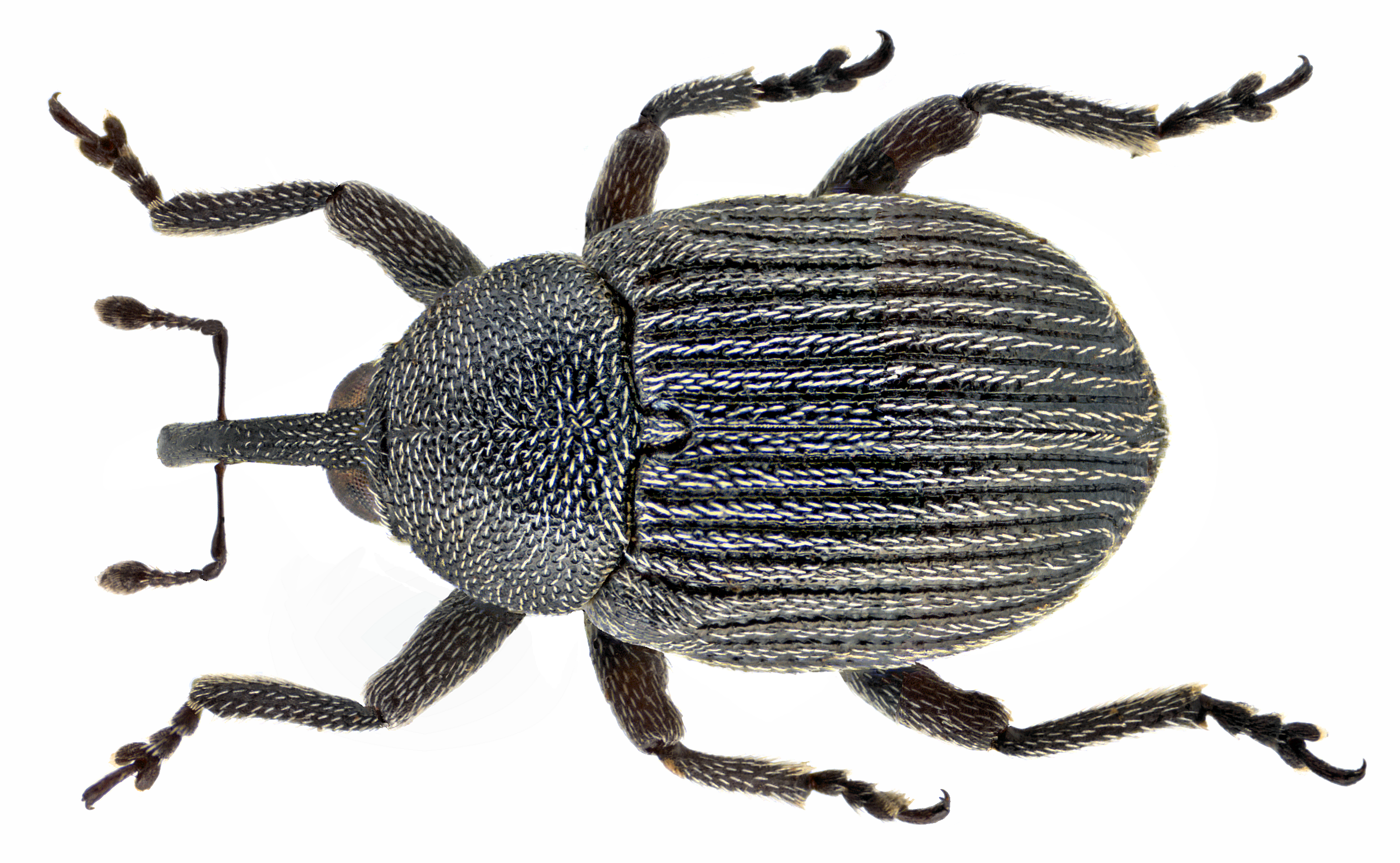
Miarus campanulae är en vivel som äter frön från stor blåklocka.
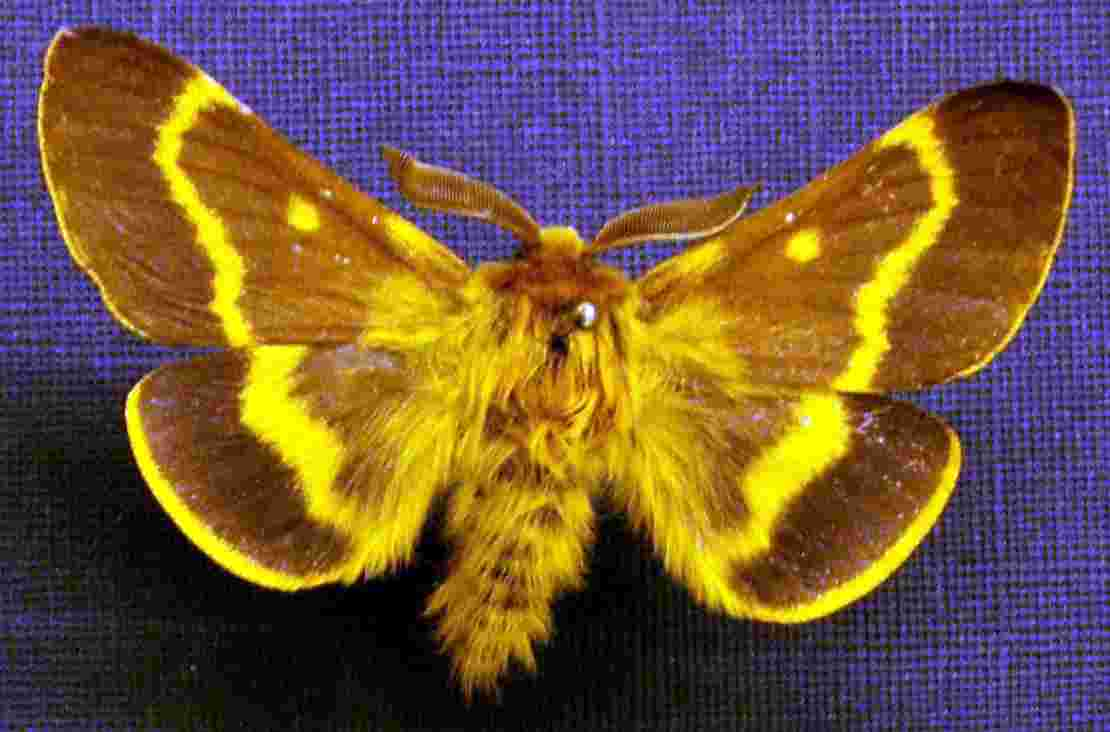
Mjölkörtsspinnarens larver lever gärna på flockfibblans blad.
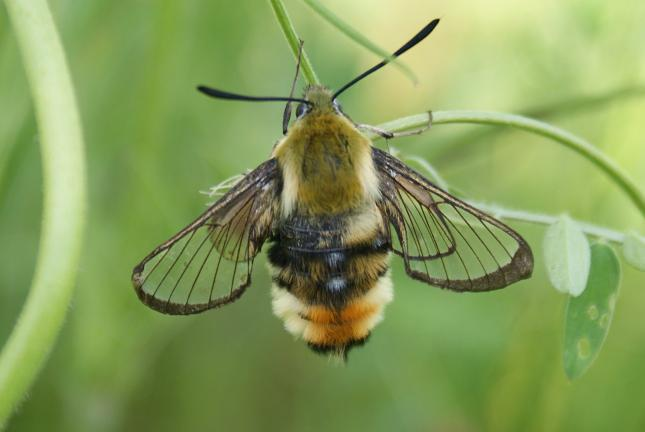
Svävflugedagsvärmare lever på väddväxter och är nära hotad.
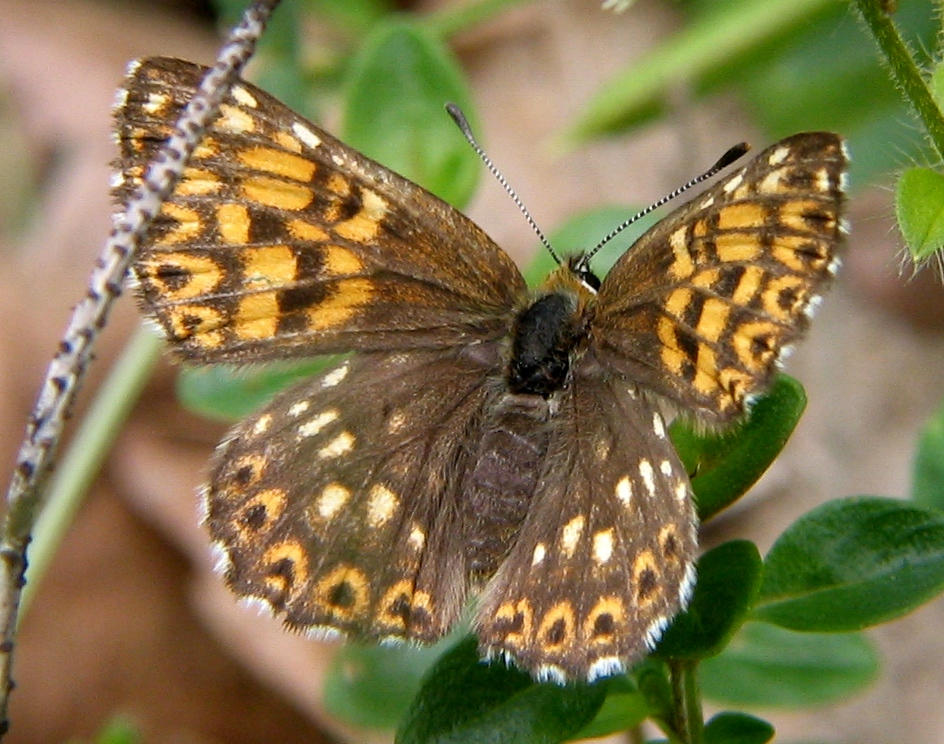
Gullvivefjärilens larver lever på blad av gullviva och andra vivor.
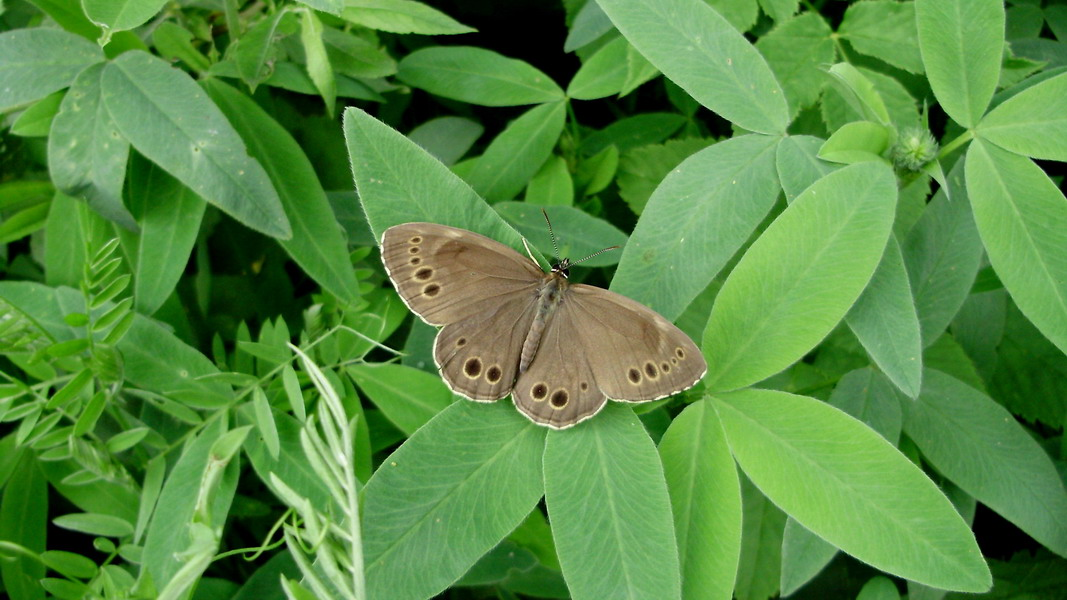
Dårgräsfjärilens larver lever på lundstarr.
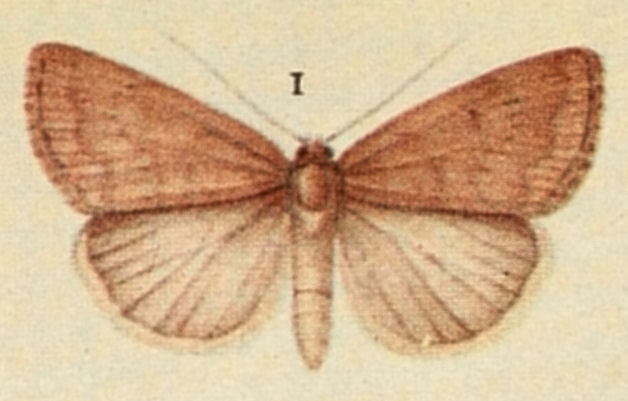
Töckenfly levde på ängsskära men räknas nu som utdöd i Sverige.
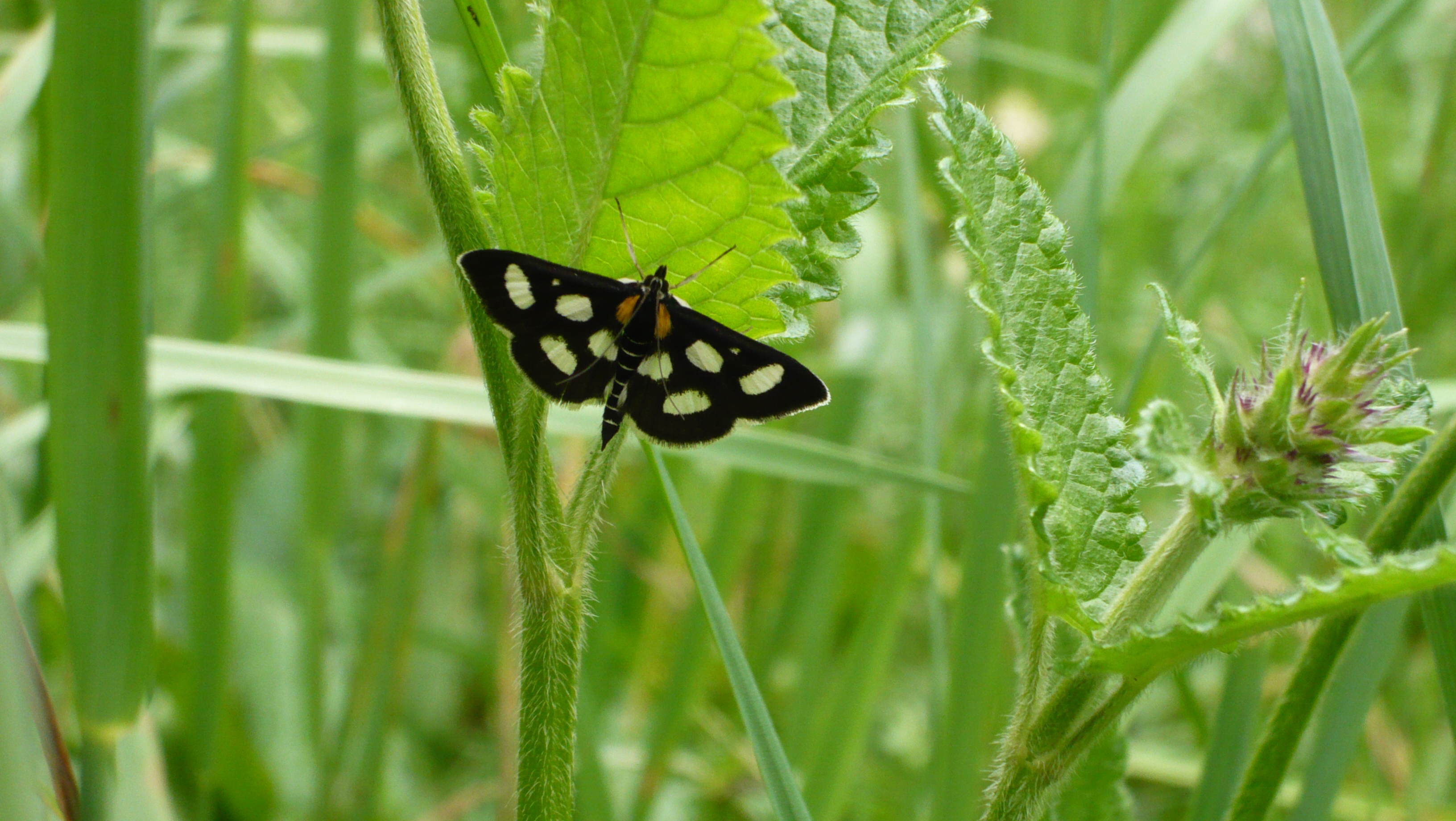
Anania funebris är en mal larver lever på gullrisets blommor.

## Ängar idag

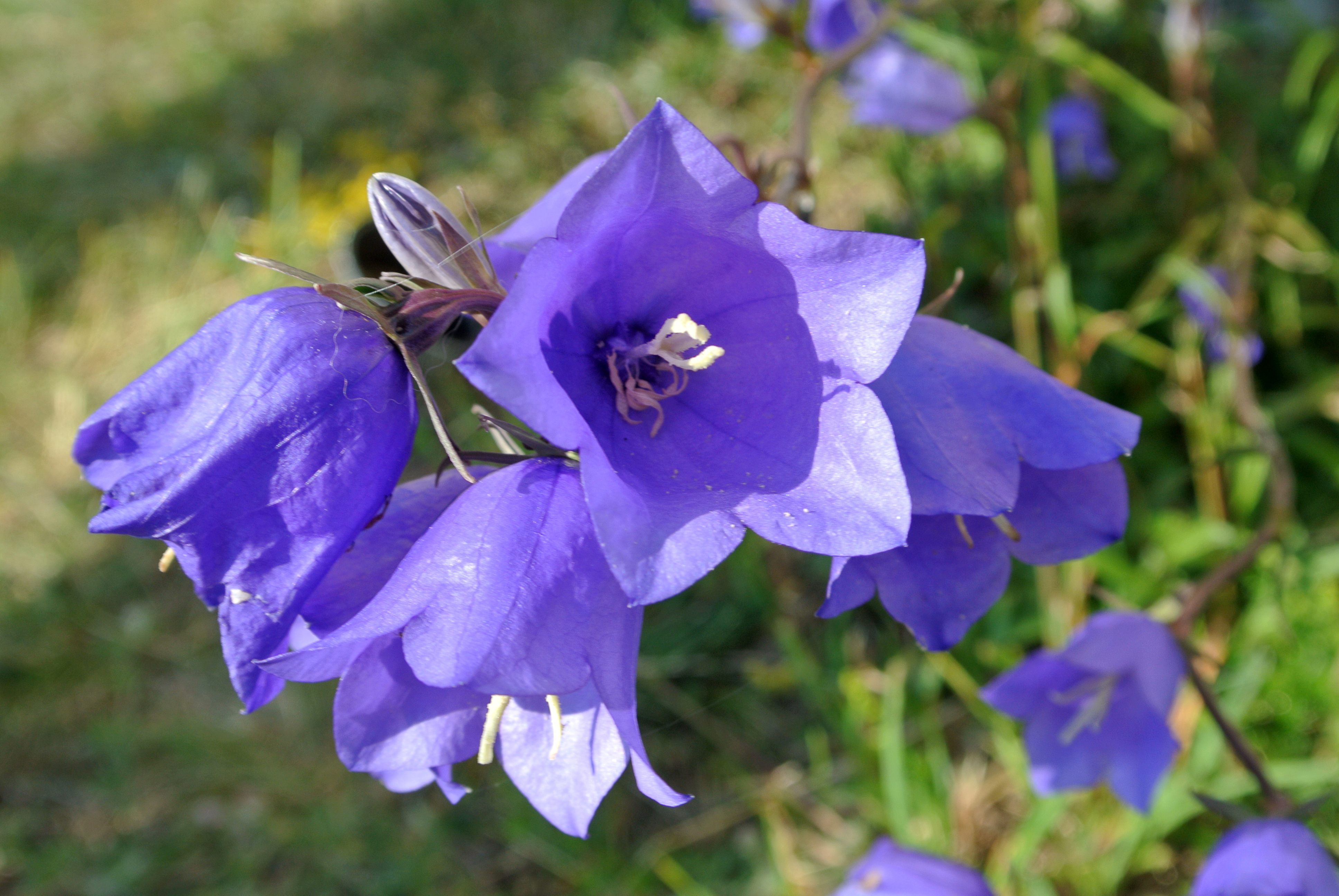
Stor blåklocka

Från början var artrikedomen i slåtterängar bara en omedveten följdeffekt av hur ängar sköttes, medan ängar idag främst sköts för att bevara den effekten. Som jordbrukare går det exempelvis att få ersättning från jordbruksverket för att restaurera, sköta och bevara slåtterängar och även kommuner kan söka statligt stöd för att skapa ängar. Under 2000-talet har också mängden slåtterängar ökat; från knappt 5 000 ha år 2001 till nästan 14 000 ha år 2020, vilket kan jämföras med år 1927 då det fanns 526 000 ha slåtterängar.
Historiskt sköttes också åkerrenar och åkerholmar som ängar och på sådana platser kan man fortsatt hitta ängsväxter som håller sig kvar. Även längs dagens bilvägar går det att hitta många ängsväxter, något som Trafikverket markerar med skyltar med texten ”Artrik vägkant”, vilket också innebär att vägkanterna slås senare på sommaren längs dessa sträckor samt att insekter gynnas på olika sätt.

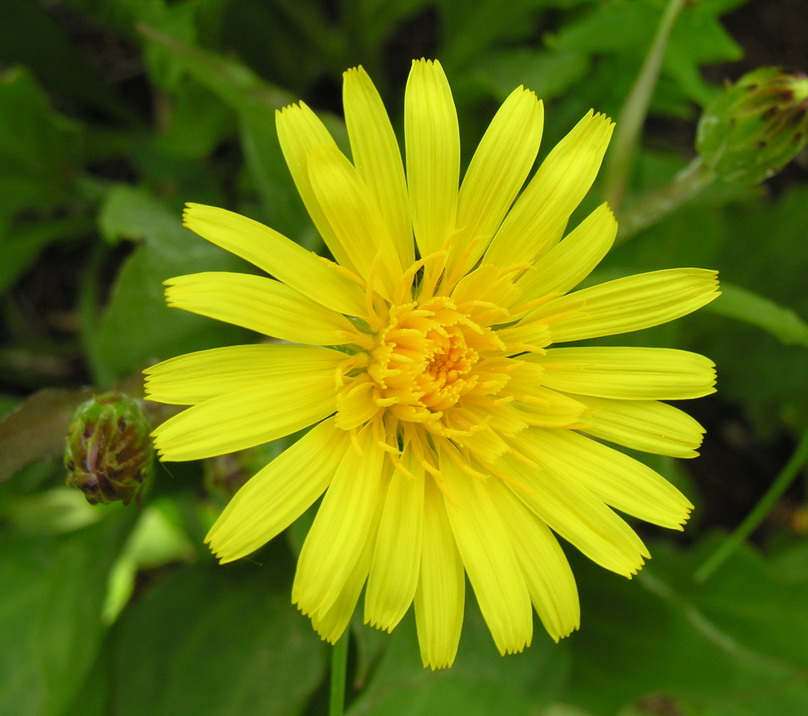
Svinrot är en ängsväxt som har varit uppskattad som foder till djur.

### Smäng
Smäng, en sammandragning av små-äng, är en liten äng i en trädgård. En smäng kan ha samma funktion som en gräsmatta, en grönyta som används för lek och andra aktiviteter. Den kan även vara lik en rabatt med perenner, en yta som uppvisar gräs, halvgräs och tvåhjärtbladiga växter för beskådning.

## Ängsskötsel

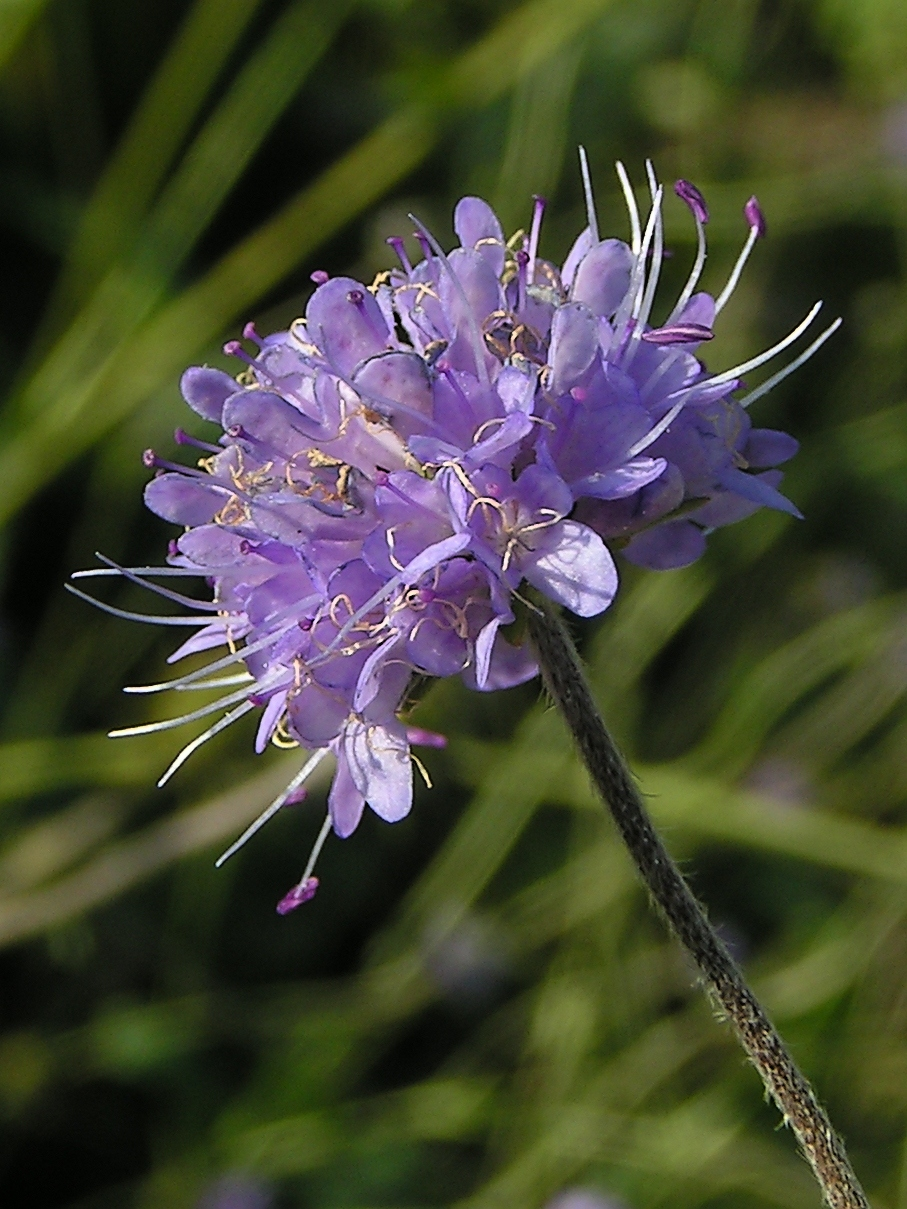
Ängsvädd kan skicka upp blommor efter slåttern och den lockar många fjärilsarter.

En slåtteräng, oavsett om den är gammal eller ny, behöver skötas och vårdas för att bevaras. De olika momenten kan sammanfattas som följer:
- Röjning och lövtäkt: I de ängar där det finns träd och buskar behöver dessa begränsas regelbundet så att de inte skuggar marken för mycket utan låter växterna få ljus en stor del av dagen. Vissa träd (exempelvis ek, asp och barrträd) har löv som tar särskilt lång tid att brytas ner och riskerar att kväva växtligheten. Samtidigt har lövträd i ängar ibland utnyttjats till foder (lövtäkt) vilket har bidragit till att tillföra näring genom röjgödslingseffekt (se ovan).

- Fagning: På våren behöver ängen ”städas”. Dels behöver gamla löv avlägsnas så att de inte kväver växterna, dels behöver kvistar (och stenar) tas bort så att det senare blir lättare att slå ängen. Fagningen sker på våren när vitsipporna blommar och gräset har börjat växa så att löven lyfts lite från marken.

- Slåtter: Ängen slås relativt sent, oftast framåt slutet av juli och in i augusti eller ännu senare. Historiskt har främst liar använts, men också andra redskap och maskiner kan användas. Det viktigaste är dock att växterna skärs eller klipps av så att snittet blir distinkt och tydligt, eftersom redskap som sliter av växterna riskerar att trasa sönder dem och på sikt motarbeta växtligheten. Ängen ska heller inte slås för tidigt eftersom det kan missgynna floran, men även insekter som lever av växterna.

- Höbärgning: Att ta till vara hö var från början syftet med ängen, men det är också ett nödvändigt steg i en äng som bevaras för dess naturvärden. Dels kan kvarliggande hö kväva växtligheten under och dels kan höet ge en gödslingseffekt när det börjar brytas ner. Att låta gräset ligga kvar och torka en kortare tid kan dock göra att växternas frön får en chans att ramla ner till marken där de sedan kan gro.

- Efterbete: Historiskt var det nödvändigt att djuren betade all mark där det var möjligt, och ängarna betades därför efter att slåttern och höbärgningen var färdiga. Växtligheten kan gynnas av efterbete eftersom djuren håller nere kvävande gräs och till viss del trampar upp ytor där frön kan gro. Efterbete långt in på hösten när marken är blötare kan dock leda till att växterna trampas sönder.

När en äng ska restaureras är det viktigt att anpassa sig till hur ängen har skötts tidigare. De arter som finns eller har funnits på platsen är antagligen ett resultat av hur marken har skötts historiskt, exempelvis vid vilken tid på året som slåttern har genomförts, om marken har betats eller inte och när i så fall, om lövtäkt har förekommit osv. För att gynna de arterna som finns på platsen behöver traditionen följas.

## Se även

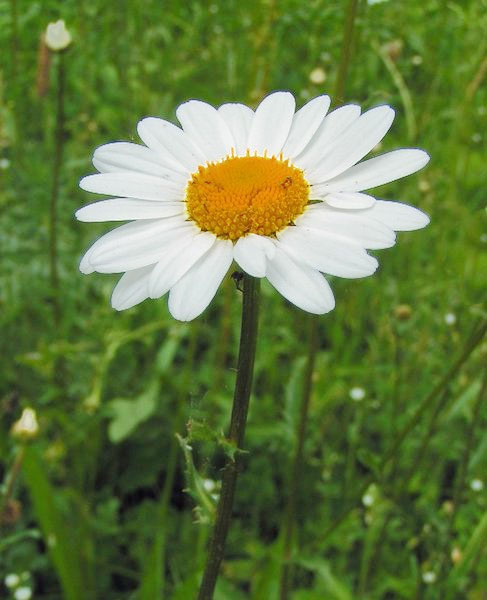
Prästkrage